# Eostre

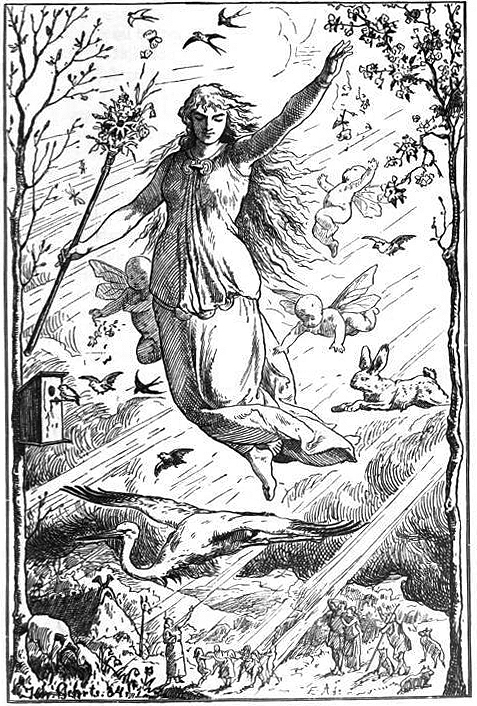
Ostara (1884) di Johannes Gehrts. La dea volteggia nei cieli circondata da putti di ispirazione romana, raggi di luce e animali.

Ēostre (inglese antico *Ēastre, germanico antico Ôstara) è una divinità germanica collegata a vari aspetti del rinnovarsi della vita, quali la primavera, la fertilità (al pari di Živa nella mitologia slava) e la lepre (per la rapidità con cui si riproduce).

## Fonti
Viene citata con certezza esclusivamente nel De Temporum Ratione di Beda il Venerabile, il quale informa che i pagani anglosassoni facevano feste in suo onore, ma che questa tradizione era morta ai suoi tempi.
Nel 1958, nei pressi di Morken-Harff, nel circondario del Reno-Erft ad ovest di Colonia, sono state rinvenute oltre 150 iscrizioni votive, in latino, dedicate a matronae Austriahenae, una triade di dee romano-germaniche. La maggior parte delle iscrizioni sono incomplete, ma alcune di esse si deduce che Austriates è correlato ad un gruppo sociale.
Il nome delle dee ha come radice austri che, se in germanico antico, potrebbe corrispondere ad una coniugazione dell'inglese antico *Ēastre, sebbene alcuni studiosi siano in disaccordo.

## Ricostruzioni
Dal nome della dea si fa risalire anche il termine usato per definire l'equinozio di primavera, chiamato dai popoli germanici prima "Eostur-Monath" (Nortumbriano: Ēosturmōnaþ; sassone occidentale: Ēastermōnaþ; germanico antico: Ôstarmânoth) e successivamente "Ostara".
Nell'opera del 1835 Deutsche Mythologie Jacob Grimm cita prove comparative per una ricostruzione di una potenziale dea germanica il cui nome sarebbe stato preservato nella forma alto-tedesca antica *Ostara e riferibile alla Pasqua ("Oster" in tedesco, come anche l'anglosassone "Easter", che indica sia la pasqua che la primavera).